# Gmina zbiorowa Land Hadeln
Gmina zbiorowa Land Hadeln (niem. Samtgemeinde Land Hadeln) – gmina zbiorowa położona w niemieckim kraju związkowym Dolna Saksonia, w powiecie Cuxhaven. Siedziba administracji gminy zbiorowej znajduje się w mieście Otterndorf. Powstała 1 stycznia 2011 z połączenia dwóch gmin zbiorowych Hadeln i Sietland. 1 listopada 2016 do gminy zbiorowej przyłączono gminę zbiorową Am Dobrock

## Podział administracyjny
Do gminy zbiorowej Land Hadeln należy 14 gmin, w tym dwa miasta: 
1. Belum
2. Bülkau
3. Cadenberge
4. Ihlienworth
5. Neuenkirchen
6. Neuhaus (Oste), miasto
7. Nordleda
8. Oberndorf
9. Odisheim
10. Osterbruch
11. Otterndorf, miasto
12. Steinau
13. Wanna
14. Wingst